# Jørgen Hansen (roer)
 Der er for få eller ingen kildehenvisninger i denne artikel, hvilket er et problem. Du kan hjælpe ved at angive troværdige kilder til de påstande, som fremføres i artiklen.

 For alternative betydninger, se Jørgen Hansen. (Se også artikler, som begynder med Jørgen Hansen)
 Ikke at forveksle med Jørgen Chr. Hansen.
Jørgen Christian Hansen (14. august 1890 i Sakskøbing − 10. september 1953 i Gentofte) var en dansk roer, der deltog i Sommer-OL 1912, hvor han sammen med de øvrige medlemmer af den danske besætning fra Nykøbing Falster Roklub vandt guld i firer med styrmand, inrigger.